# 大多摩
大多摩（おおたま）とは、東京都多摩地域西部の西多摩地域に、山梨県東部の北都留郡の2村を合わせた地域名。西多摩地域に、山梨県より東京西多摩地域とつながりの深い山梨県北都留郡を加えた地域で、大多摩観光連盟に加盟する10の市町村を指す。

## 概要
具体的には、東京都青梅市、あきる野市、福生市、羽村市、西多摩郡瑞穂町、日の出町、奥多摩町、檜原村、および山梨県北都留郡小菅村、丹波山村の4市3町3村を指す。
「大多摩」の名称は、1946年9月に設立された「社団法人大多摩施設協会」に由来する。この時点ではあくまで西多摩地域の別称であり、山梨県の2村は参加していなかった。
その後、1959年4月に大多摩観光施設協会から分離独立する形で「大多摩観光連盟」が設立され、この際に山梨県丹波山村と小菅村が加盟した。
大多摩観光連盟には、かつては東京都八王子市、神奈川県津久井郡相模湖町（現：相模原市緑区）も加盟していたが、1990年までに脱退した。

## 沿革
- 1946年（昭和21年） - 旧東京都西多摩郡地域の行政組織を会員とし、社団法人大多摩施設協会を設立[3]。
- 1959年（昭和34年） - 社団法人大多摩観光施設協会から分離し、大多摩観光連盟を設立。山梨県丹波山村、小菅村が加盟[3]。
- 1979年（昭和54年）4月 - 神奈川県津久井郡相模湖町が加盟。
- 1980年（昭和55年）4月 - 東京都八王子市が加盟。
- 1987年（昭和62年） - 大多摩観光連盟が社団法人化、社団法人大多摩観光連盟となる[3]。
- 1988年（昭和63年）3月 - 相模湖町が脱退。
- 1990年（平成2年）3月 - 八王子市が脱退。

## 西多摩と小菅村・丹波山村の関係
小菅村、丹波山村は多摩川の源流地域で東京都水道局の水源涵養林もあり、西多摩地域のみならず東京都全体にとっても重要な地域である。
- 電力 - 両村ともに、西多摩地域の全部と北多摩地域の一部とともに、東京電力立川支社の管轄（小菅村長作を除く）。
- 電話 - 両村ともに青梅MA（単位料金区域）で、市外局番は0428。青梅市、奥多摩町とは市内通話になる。
- バス路線 - かつては両村ともに山梨県の他市町村とつながる毎日運行のバス路線はなく、奥多摩駅から西東京バスが連絡しているのみであった。のちに松姫バイパスの開通に伴い、富士急バスが大月駅から小菅村の「小菅の湯」までの路線バスを運行開始した。

## 名称に「大多摩」を含む企業等
- 大多摩ハム
- 大多摩酒造
- 大多摩開発
- 大多摩霊園